# شفله
شفله (انگلیسی: Shephelah) منطقه‌ای انتقالی از تپه‌های نرم و شیب‌دار در جنوب مرکزی اسرائیل است که بیش از ۱۰ تا ۱۵ کیلومتر (۶٫۲ تا ۹٫۳ مایل) بین جبال الخلیل و دشت ساحلی اسرائیل امتداد دارد. استفاده متفاوت از اصطلاح «دشت یهودا»، چه به عنوان تعریف فقط بخش دشت ساحلی که در امتداد کوه‌های یهودا امتداد دارد، و چه شامل یا فقط اشاره به شفلا، اغلب سردرگمی زیادی ایجاد می‌کند.
امروزه شفله عمدتاً روستایی با مزارع فراوان است، اما شهرهای اشدود، اشکلون، رخووت، بیت شمش و کریات گت تقریباً آن را احاطه کرده‌اند.